# Stănești, Vâlcea
Stănești este satul de reședință al comunei cu același nume din județul Vâlcea, Oltenia, România. Este situat pe râul Cerna.
 Acest articol despre o localitate din județul Vâlcea este deocamdată un ciot. Puteți ajuta Wikipedia prin completarea lui.